# Vento in faccia
(Erriquez Greppi, nell'aprire Tre Passi Avanti, 23 ottobre 2004)
Vento in faccia è un DVD del gruppo fiorentino Bandabardò e prende nome da una loro canzone, pubblicata per la prima volta in Mojito Football Club (in doppia versione: da studio e acoustic-live), poi riproposta in Se mi rilasso... collasso (versione live) e in Fuori Orario (versione live).

## Tracce
1. Intro - 1:13
2. Sans papiers (iniziali: S.P.) - 3:15 - (E. Greppi - E. Greppi, A. Finazzo) - ed. BMG Ricordi Spa
3. Lo sciopero del sole - 3:05 - (E. Greppi - E. Greppi, P. Baglioni, A. Finazzo, M. Bachi) - ed. BMG Ricordi Spa
4. Tre passi avanti - 3:42 - (E. Greppi - E. Greppi, A. Finazzo) - ed. Danny Rose/Mojito
5. Sette sono i re - 2:51 - (E. Greppi. - E. Greppi, A. Finazzo) - ed. Casi Ciclici/Mojito
6. Pedro - 3:34 - (E. Greppi - E. Greppi, A. Finazzo) - ed. BMG Ricordi Spa/Essequattro Music
7. Aò!? - 3:10 - (E. Greppi - E. Greppi, A. Finazzo) - ed. SIAE
8. La fine di Pierrot - 4:08 - (E. Greppi - E. Greppi, A. Finazzo) - ed. Danny Rose/Mojito
9. 20 bottiglie di vino - 3:11 - (E. Greppi - E. Greppi, A. Finazzo) - ed. BMG Ricordi Spa/Essequattro Music
10. Il mistico - 3:09 - (E. Greppi - E. Greppi, A. Finazzo) - ed. Danny Rose/Mojito
11. L'estate paziente - 3:37 - (E. Greppi) - ed. BMG Ricordi Spa
12. Sempre allegri - 4:08 - (E. Greppi, D. Fo - E. Greppi, A. Finazzo, D. Fo) - ed. Danny Rose/Mojito/Ala Bianca Group Srl/Redi ed. musicali/Bella Ciao ed. musicali
13. Ubriaco canta amore - 3:39 - (E. Greppi - E. Greppi, A. Finazzo, P. Baglioni) - ed. BMG Ricordi Spa
14. Quello che parlava alla luna - 4:13 - (E. Greppi) - ed. BMG Ricordi Spa
15. Succederà - 8:38 - (E. Greppi - E. Greppi, A. Finazzo) - ed. BMG Ricordi Spa/Essequattro Music
16. Mama nonmama - 4:15 - (E. Greppi - E. Greppi, A. Finazzo) - ed. Danny Rose/Mojito
17. Cuore a metà - 4:52 - (E. Greppi - E. Greppi, A. Finazzo) - ed. BMG Ricordi Spa
18. Hamelin song - 5:20 - (E. Greppi) - ed. BMG Ricordi Spa
19. Beppeanna - 7:35 - (E. Greppi) - ed. BMG Ricordi Spa
20. Mexicostipation - 2:01 - (E. Greppi - E. Greppi, A. Finazzo) - ed. Danny Rose/Mojito
21. Manifesto - 4:50 - (E. Greppi - E. Greppi, A. Finazzo) - ed. Danny Rose/Mojito/Nonsense
22. Vento in faccia - 8:25 - (E. Greppi) - ed. BMG Ricordi Spa/Essequattro Music
23. W Fernandez - 4:43 - (E. Greppi - E. Greppi, A. Finazzo) - ed. SIAE
24. Café d'hiver - 6:01 - (Arianna, Aline - E. Greppi) - ed. SIAE

## Contenuti
- Concerto
- Videobox
- Bandastory
- Backstage e crediti

## Formazione
Per come vengono descritti nel libretto del DVD:
- A.M. Finaz: chitarra virtuosa e solitaria
- Orla: chitarra elettrica, tastierine
- Nuto: batteria
- Donbachi: basso, contrabbasso
- Erriquez Greppi: voci, chitarra acustica ritmica
- Ramon: percussioni, tromba e voci
- Cantax: suoni

## Specifiche Tecniche
- Formato audio Dolby digital 5.1
- Formato audio stereo
- Formato DTS
- DVD 9